# Weling

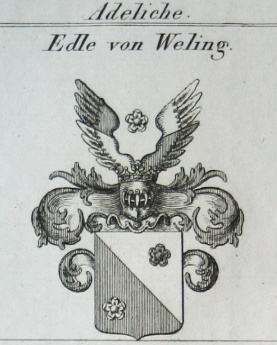
Wappen der Edlen von Weling

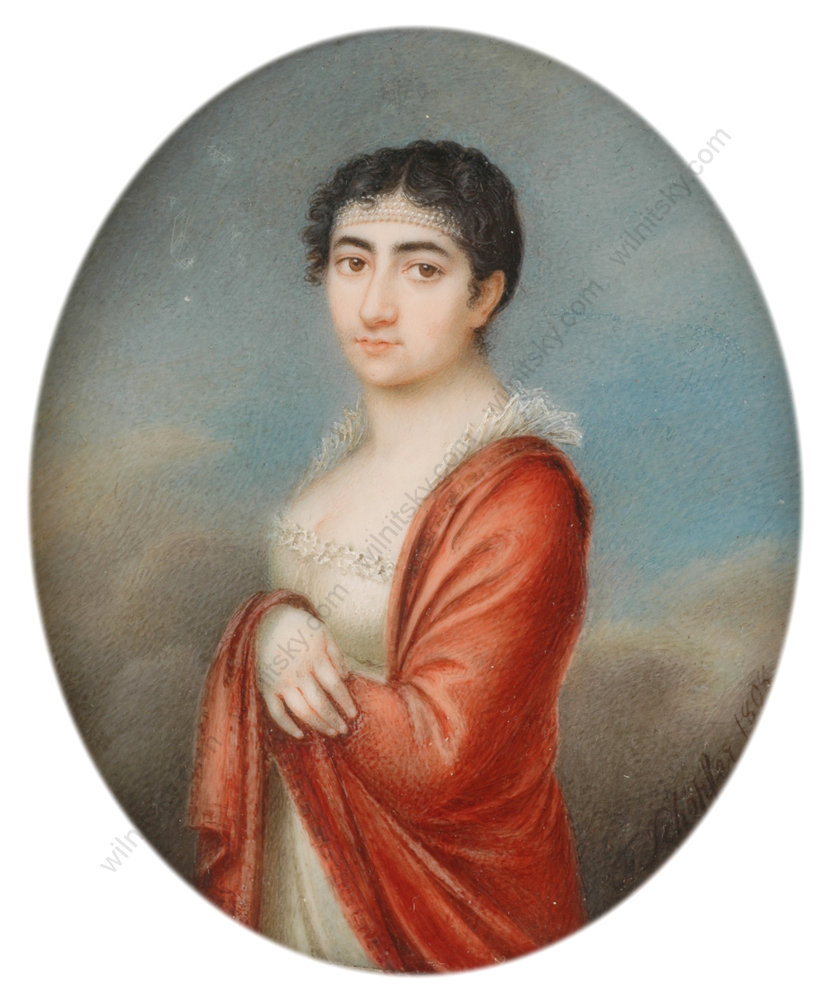
Rebeka Caroline Charlotte von Weling (1788–1836)

Die Edlen von Weling waren ein bayerisches Briefadelsgeschlecht jüdischer Abstammung.

## Familiengeschichte
Die Familie ist jüdischer Herkunft. Eduard Seligmann aus Leimen in der Kurpfalz, Neffe des als Freiherr von Eichthal geadelten bayerischen Hoffaktors Aron Elias Seligmann (1747–1824), heiratete 1810 in München die Tochter seines Onkels (und seine Cousine) Rebeka Caroline Seligmann. Das Ehepaar ließ sich in Bamberg nieder, wo der Gatte als Bankier und Tabakfabrikant tätig war. Am 12. Dezember 1814 konvertierten die Eheleute mit ihren vier Kindern zum katholischen Glauben. Die feierliche Zeremonie fand in der Kunigundenkapelle des Bamberger Domes St. Peter und St. Georg statt; die Kinder erhielten die Taufe zu Hause.
Am 17. Dezember 1816 wurden Eduard Seligmann, seine Gattin und alle ihre Nachkommen durch König Maximilian I. Joseph als Edle von Weling in den Adelsstand des Königreichs Bayern aufgenommen. Eduard Seligmann änderte seinen Namen in Anton Eduard Edler von Weling und seine Gattin ihren Namen in Charlotte Edle von Weling.
1820 erwarben sie als Wohnsitz das Gut Cherbonhof bei Gaustadt. Um 1831 zog die Familie nach München. Rebeka Caroline Charlotte von Weling starb 1836, ihr Mann ging nach Solothurn in der Schweiz. Nach den Erinnerungen des Schriftstellers Alfred Hartmann habe er dort als Bonvivant gelebt.
Das Paar hatte drei Töchter und zwei Söhne.
Die Töchter Henriette und Auguste von Weling heirateten die beiden Brüder Andreas (* 1794) und Joseph von Großschedel (* 1800), Geschwister des bayerischen Generalmajors Christian von Großschedel (1786–1856). Ein Nachkomme aus dieser Linie war der Geologe Lukas Waagen (1877–1959).
Die Tochter Franziska von Weling (1816–1907) ehelichte Karl Joseph August Graf von Leyden zu Ainhoffen (1806–1876). Deren Kind war die Schriftstellerin Charlotte Julia von Blennerhasset (1843–1917).
Der Sohn Maximilian war österreichischer Offizier und es sind keine Nachkommen von ihm bekannt. 1850 wurde er als Oberleutnant im böhmischen Jägerbataillon Komotau genannt.
Nur der Sohn Friedrich von Weling setzte den Familienstamm fort. Er vermählte sich mit Auguste Glony, hatte mit ihr den Sohn Karl Andreas von Weling (1847–1915) und starb bereits 1849. Seine Gattin heiratete in zweiter Ehe den Grafen Maximilian von Leublfing, welcher den Stiefsohn Karl Andreas von Weling adoptierte. Dieser führte, mit königlicher Genehmigung vom 20. Juli 1872 für sich und seine Nachkommen den Titel eines Grafen von Leublfing, wodurch das Adelsgeschlecht der Edlen von Weling erlosch.
Ob die Kirchenlieddichterin Anna Thekla von Weling (1837–1900), die in Neuwied als Tochter des jüdischstämmigen Offiziers Ferdinand Joseph von Weling († 1841) geboren wurde, etwas mit dieser Adelsfamilie zu tun hat, ist ungeklärt.